# Kaskovo
Kaskovo (en rus: Каськово) és un poble de l'óblast de Leningrad, a Rússia, que el 2017 tenia 88 habitants, pertany al districte de Vólossovo.